# Hohendubrau
Hohendubrau (szorb nyelven Wysoka Dubrawa) település Németországban, azon belül Szászország tartományban. Lakosainak száma 1840 fő (2023. december 31.). Hohendubrau Waldhufen, Quitzdorf am See, Mücka, Boxberg/O.L., Malschwitz, Weißenberg és Vierkirchen községekkel határos.

## Népesség
A település népességének változása:
| Lakosok száma | 1898 | 1887 | 1852 | 1846 | 1840 |
|               | 2017 | 2019 | 2021 | 2022 | 2023 |